# Schwarzer Phantomsalmler

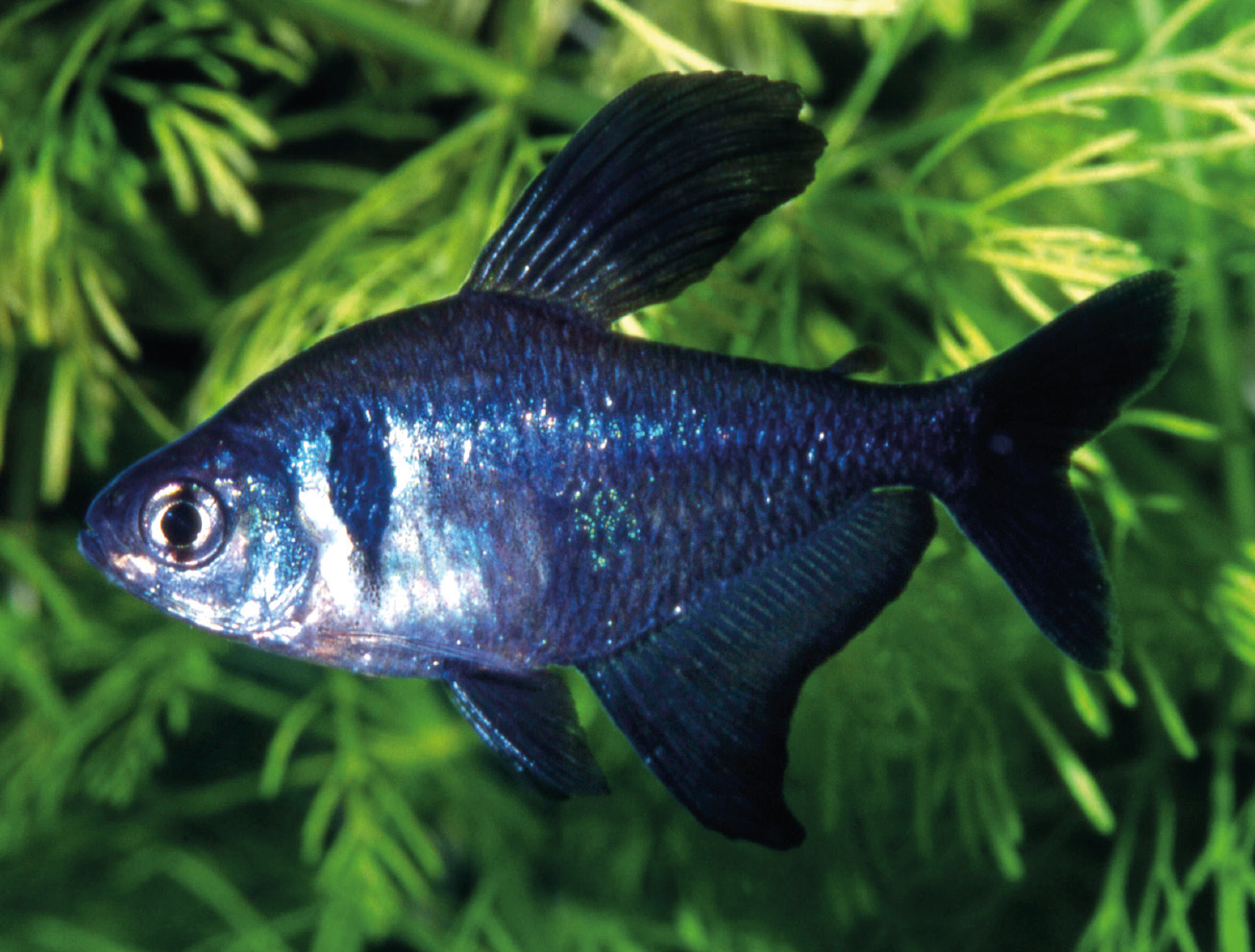
Männchen

Der Schwarze Phantomsalmler (Megalamphodus megalopterus, Syn.: Hyphessobrycon megalopterus, M. rogoaguae) ist ein 4,5 bis 5 cm großer Süßwasserfisch aus der Ordnung der Salmlerartigen. Er stammt aus Brasilien und Bolivien und ist dort im Einzugsgebiet des Rio Guaporé, des oberen Río Paraguay und des Lago Mapava zu finden.

## Merkmale
Der Schwarze Phantomsalmler zeigt einen deutlichen Geschlechtsdimorphismus. Die männlichen Tiere besitzen eine rauchgraue Färbung und insbesondere in der Balz eine tiefschwarze Färbung der Flossen und des hinteren Körperdrittels. Die Rückenflosse (Dorsale) ist fahnenartig vergrößert. Die farbenprächtigeren Weibchen zeigen eine blass rötliche Körperfärbung und Flossen in unterschiedlich intensiver Rottönung. Die Dorsale ist im Vergleich zu der des Männchens kleiner. Auffälligstes Merkmal beider Geschlechter ist der schwarze, in vertikaler Richtung gestreckte Schulterfleck.

## Lebensweise
Die bach- oder seeartigen Gewässer, in denen der Schwarze Phantomsalmler lebt, sind ausnahmslos sauer bis sehr sauer und mineralarm. Messwerte aus dem Lago Mapava zeigten bei 29,4 °C einen pH-Wert von 5,7, eine Gesamt- und Karbonathärte < 1 °dH und eine Leitfähigkeit < 10 µS/cm.
Sie leben meist in Bereichen, die durch Sumpf-, Wasser- oder Schwimmpflanzen nach oben abgeschattet sind und dadurch Schutz bieten. Im Lago Mapava leben sie trotz bodennaher Pflanzenbestände, dicht unter der Wasseroberfläche in schwimmenden Inseln aus Eichhornia azurea.

## Systematik
Der Schwarze Phantomsalmler wurde 1915 durch den amerikanischen Ichthyologen Carl H. Eigenmann als Megalamphodus megalopterus erstmals wissenschaftlich beschrieben. Dabei wurde auch die  Gattung Megalamphodus eingeführt. Als diagnostisches Merkmal der Gattung gab Eigenmann die einzelne Zahnreihe auf der Prämaxillare der Fische an. Zwischen 1943 und 1961 wurden nur wenige weitere Arten der Gattung zugeordnet, darunter als bekannteste Art der Rote Phantomsalmler (Megalamphodus sweglesi). Im Jahr 1997 bemerkten die amerikanischen Fischkundler Stanley H. Weitzman und L. Palmer, dass große Exemplare des Schwarzen Phantomsalmlers zwei Zahnreihen auf der Prämaxillare besitzen und das diagnostische Merkmal der Gattung dadurch unbrauchbar ist. Sie synonymisierten Megalamphodus daraufhin mit der Gattung Hyphessobrycon. Wie zahlreiche molekularbiologische Studien zeigten, ist die Gattung Hyphessobrycon jedoch kein Monophylum, sondern besteht aus verschiedenen Artengruppen, die einander nicht immer die nächsten Verwandten sind. Die bekannteste dieser Gruppen ist die Rosy-Tetra-Artengruppe, zu der auch die zwei Phantomsalmler gehörten. Im Zuge einer 2024 veröffentlichten Revision der „Echten Salmler“ bekam die Rosy-Tetra-Artengruppe deshalb den Rang einer eigenständigen Gattung. Als Gattungsname wurde die 1915 durch Eigenmann eingeführte Bezeichnung Megalamphodus revalidiert, so dass der Schwarze Phantomsalmler wieder seine alte Bezeichnung Megalamphodus megalopterus erhielt.

## Aquaristik

### Haltung
Der Schwarze Phantomsalmler wurde 1956 von Harald Schultz, einem Aquariumfischfänger, erstmals lebend in Deutschland eingeführt. Er ist seitdem zu einem der beliebtesten und regelmäßig im Handel angebotenen Aquarienfische geworden.
Schwarze Phantomsalmler sind sehr gesellige Fische, die nie alleine oder paarweise im Aquarium gehalten werden sollten, sondern in einer Gruppe ab einem Dutzend Exemplaren (nach Hans A. Baensch ist die paarweise Haltung möglich). Diese verteilen sich unter Berücksichtigung eines Individualabstands am Rande von Pflanzengruppen und unter beschatteten Stellen. Insbesondere Männchen verteidigen ihre temporären Kleinstreviere durch ritualisierte, also verletzungsfreie Kommentkämpfe. Das Aquarium sollte demnach üppig bepflanzt sein, bevorzugt mit Schwimmpflanzen, zugleich aber noch genügend freien Schwimmraum bieten.
Der Schwarze Phantomsalmler kann problemlos auch in mittelhartem und leicht alkalischem Wasser gepflegt werden. Die Seitenlänge des Aquariums sollte einen Meter betragen, um das interessante Sozialverhalten in ausreichend großer Gruppe beobachten zu können. Als untere Grenze sollte 60 cm keinesfalls unterschritten werden. Die Ernährung der Fische ist unproblematisch mit handelsüblichem Trocken-, Lebend- und tiefgefrorenem Futter.

### Fortpflanzung und Zucht
Die Zucht des Schwarzen Phantomsalmlers ist verhältnismäßig einfach. Es empfiehlt sich, weiches und leicht saures Wasser mit einer Temperatur von 24–26 °C und ein Zuchtbecken ab 25 Litern zu verwenden. Eine erfolgreiche Vermehrung wurde aber auch in leicht alkalischem (pH < 7,5) Wasser bis 6 °dGH nachgewiesen.
Das nach einer abwechslungsreichen Fütterung laichreife Zuchtpaar wird in das stark abgedunkelte und nur mit Laichsubstrat eingerichtete Becken gegeben und sollte nach spätestens drei Tagen ablaichen. Auf eine Fütterung im Zuchtbecken sollte aus Hygienegründen verzichtet werden. Zudem muss das Zuchtpaar nach dem Ablaichen sofort wieder entfernt werden. Nach dem Schlüpfen benötigen die Jungfische feinstes Futter. Der Schwarze Phantomsalmler ist recht produktiv (bis 300 Jungfische) und hat einen Laichzyklus von 10–12 Tagen.